# Suzuki SX4
La Suzuki SX4 è una autovettura prodotta dalla casa automobilistica giapponese Suzuki a partire dal 2006  fino al 2013.

## Il contesto
Il progetto che diede alla luce la SX4 e la gemella Fiat Sedici partì nei primi anni 2000 quando la General Motors (azionista del marchio Suzuki) entrò in joint-venture con il gruppo Fiat per la produzione di autovetture sul mercato europeo. Partendo da un telaio di base inedito, sviluppato a partire dalla piattaforma della Swift quarta serie, e che potesse sfruttare come architettura meccanica il motore posizionato trasversalmente nella zona anteriore in grado di trasferire la potenza principalmente alle ruote motrici anteriori, i tecnici Suzuki hanno realizzato una sorta di Sport Utility Vehicle compatto che potesse colmare il vuoto lasciato dalla precedente Suzuki Liana. Lunga poco più di 4,1 metri il nome SX4 risulta un tributo all'omonima autovettura con carrozzeria crossover prodotta dalla AMC (il modello Eagle SX/4) la cui denominazione è stata ceduta dalla Chrysler (proprietaria del marchio AMC).

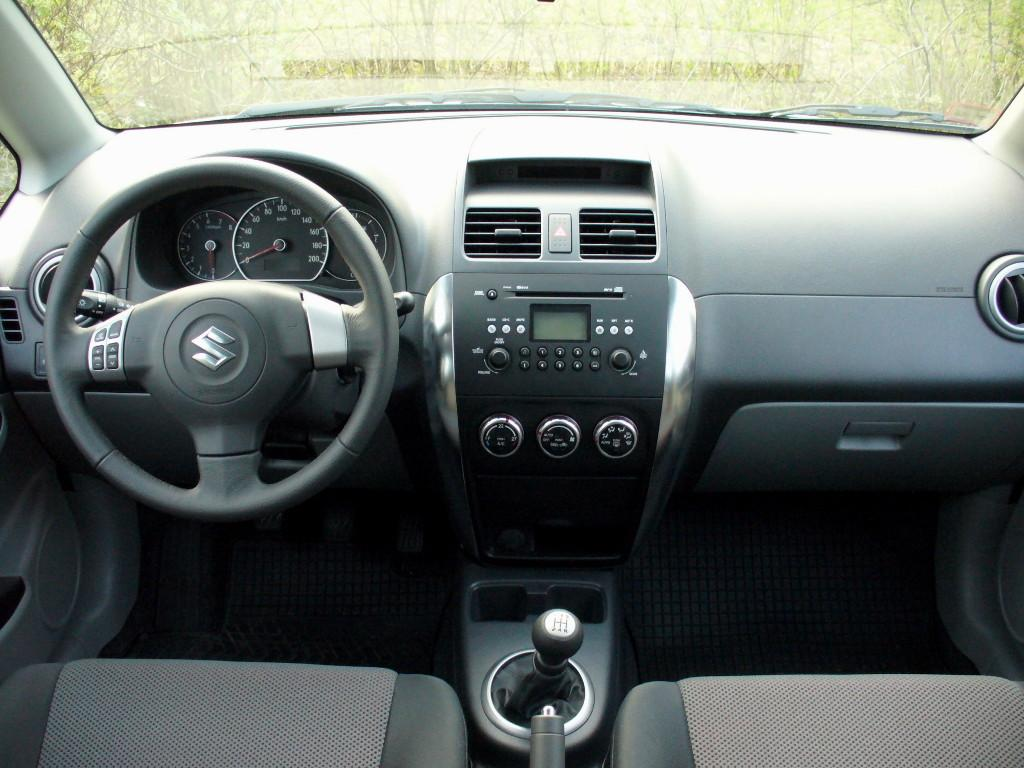
Vista degli interni

Il design della SX4 fu curato da Giorgetto Giugiaro per il centro stile Italdesign; tra i particolari i fari anteriori che seguono il family feeling introdotto dalla quarta serie di Suzuki Swift nel 2004, mentre la coda presenta degli ampi fanali di forma triangolari. L'ampia vetratura laterale e l'abitacolo notevolmente spazioso sono stati progettati per garantire una vita di bordo ottimale. Rispetto alla Sedici, la SX4 si differenzia sostanzialmente per i paraurti anteriori e posteriori e per il disegno differente e più muscoloso. La plancia interna invece viene condivisa senza modifiche dall'italiana: gli assemblaggi precisi evitano il prodursi dei fastidiosi scricchiolii mentre i materiali adottati risultano di qualità solo modesta. Il disegno segue un andamento regolare con i principali comandi dell'impianto audio e del climatizzatore raggruppati nella zona centrale, la strumentazione posta dietro il volante invece viene condivisa con numerosi modelli del marchio Suzuki.
L'esordio della SX4 avvenne al Salone dell'automobile di Tokyo nel 2005 mentre la produzione presso gli stabilimenti di Kosai partì nei primi mesi del 2006. In Europa venne presentata al Salone dell'auto di Ginevra nel marzo del 2006 in contemporanea all'avvio della produzione ungherese presso lo stabilimento di Esztergom nel quale viene assemblata anche la Fiat Sedici. La produzione ungherese avviene in circa 40 000 esemplari annui destinati al solo mercato europeo. Per l'India la SX4 venne proposta solo dal 2007 e commercializzata col marchio Maruti-Suzuki con la relativa produzione affidata allo stabilimento del Menesa. Per i mercati dell'est Europa la SX4 viene invece prodotta anche a San Pietroburgo in Russia. Secondo la casa madre il modello SX4 (escludendo la Sedici) viene prodotto globalmente in circa 150 000 esemplari all'anno.
La sicurezza automobilistica viene garantita dalla presenza di serie degli airbag frontali e laterali per tutti gli esemplari, mentre tra gli optional per le versioni di punta sono disponibili gli airbag a tendina che proteggono la testa in caso di urto laterale; tra la dotazione di serie figura anche il sistema anti bloccaggio ABS, il controllo di trazione e il controllo elettronico della stabilità ESP proposto solo per le versioni più costose. Nei crash test EuroNCAP la SX4 ha totalizzato il risultato di 4 stelle nella protezione degli adulti nell'urto frontale.

## Profilo e contesto
La Suzuki per incrementare la propria offerta di prodotti e le relative richieste del modello SX4 propone l'autovettura in più varianti di carrozzeria; accanto alla versione crossover debuttata nel 2005 e spinta dalle quattro ruote motrici sono disponibili anche le versioni berlina 3 volumi e la versione MPV a trazione anteriore leggermente più bassa da terra rispetto alla SX4 integrale.

### SX4 Crossover
La crossover adotta la meccanica a trazione integrale (4WD) sfruttando un telaio con sospensioni a due ruote indipendenti configurate secondo lo schema MacPherson all'avantreno e retrotreno interconnesso da un ponte torcente tramite l'ausilio di un differenziale centrale (si tratta di una frizione multidisco) che trasferisce la coppia motrice alle ruote posteriori in misura variabile. La trazione 4x4 viene inserita elettronicamente tramite un pulsante posto tra i due sedili anteriori. A fianco di questo si trova un altro pulsante che disinserisce l'ESP, se presente.
L'estetica della SX4 a trazione integrale viene caratterizzata dalla presenza di modanature laterali non verniciate, scudo paracolpi in plastica posteriore, sospensioni irrobustite per adattarsi agli sterrati, paraurti anteriori con protezioni in plastica non verniciata e altezza da terra incrementata di 6,0 centimetri rispetto alle versioni a trazione anteriore.
La gamma motori per la 4x4 si compone di due propulsori benzina a fasatura variabile delle valvole da 1.6 e 2.0 cm³ e un Diesel 1.9 cm³ DDiS prodotto dalla Fiat che sfrutta la tecnologia Multijet capace di 120 cavalli e abbinato al filtro attivo antiparticolato. Il cambio può essere manuale 5 rapporti, o a 6 rapporti per la Diesel Outdoor Line, (mentre tra gli optional è disponibile l'automatico sequenziale a 4 rapporti per i motori 1.6 e 2.0). Dal 2008 la SX4 crossover è disponibile anche con trazione anteriore con estetica inalterata.
In Italia la versione crossover viene commercializzata sotto l'allestimento Outdoor Line e risulta la SX4 più apprezzata (equipaggiata con il motore 1.9 Diesel), negli Stati Uniti viene commercializzata come SX4 Sport. Per le Outdoor Line è stato proposto solo dal 2007 il controllo elettronico della stabilità di serie (prima era optional).

### SX4 Berlina

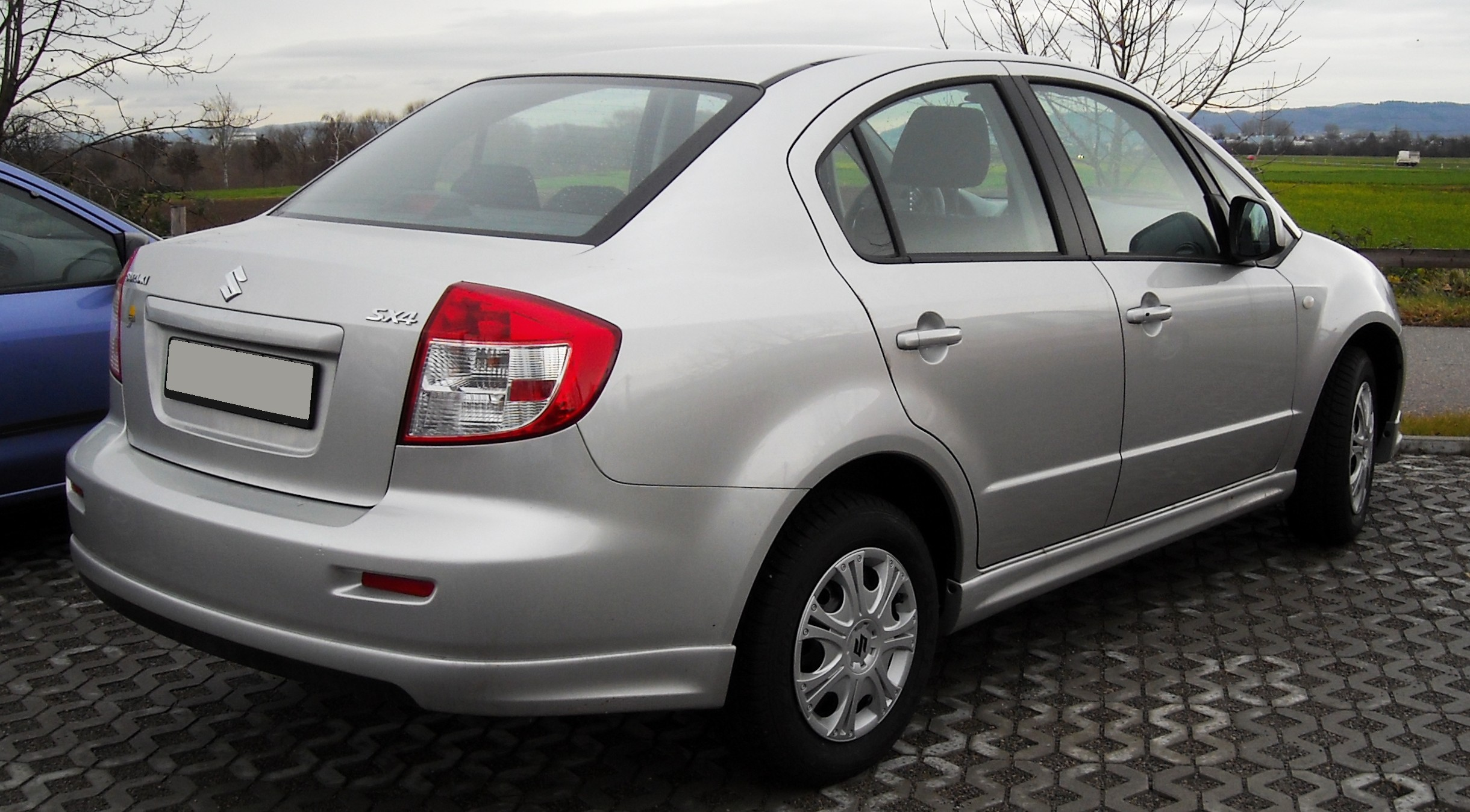
Il posteriore di una SX4 berlina

La versione berlina (nota anche come SX4 Sedan) viene lanciata al Salone dell'auto di Ginevra nel 2007 per entrare in produzione alcuni giorni dopo la presentazione: utilizza un telaio rivisto nella geometria delle sospensioni con i classici MacPherson anteriori e le ruote interconnesse dal ponte torcente per il posteriore (soluzione utilizzata per garantire costi di produzione minori visto l'assenza della trazione integrale).
La berlina è disponibile solo con trazione anteriore (2WD) e motori 1.6 e 2.0 benzina e un 1.6 turbodiesel, ereditando il gruppo trasmissioni dalla SX4 crossover. La linea subisce ampie modifiche soprattutto al posteriore con l'aggiunta del terzo volume e del bagagliaio più ampio, il frontale introduce minigonne e profili aerodinamici laterali mentre gli interni si arricchiscono di numerosi accessori inediti come il navigatore satellitare e il climatizzatore automatico.
La SX4 berlina non sarà venduta in Italia mentre sarà esportata in numerosi paesi dell'America e dell'Australia. In Giappone la SX4 con carrozzeria berlina risulta la più apprezzata dal pubblico.

### SX4 Multi Purpose Vehicle

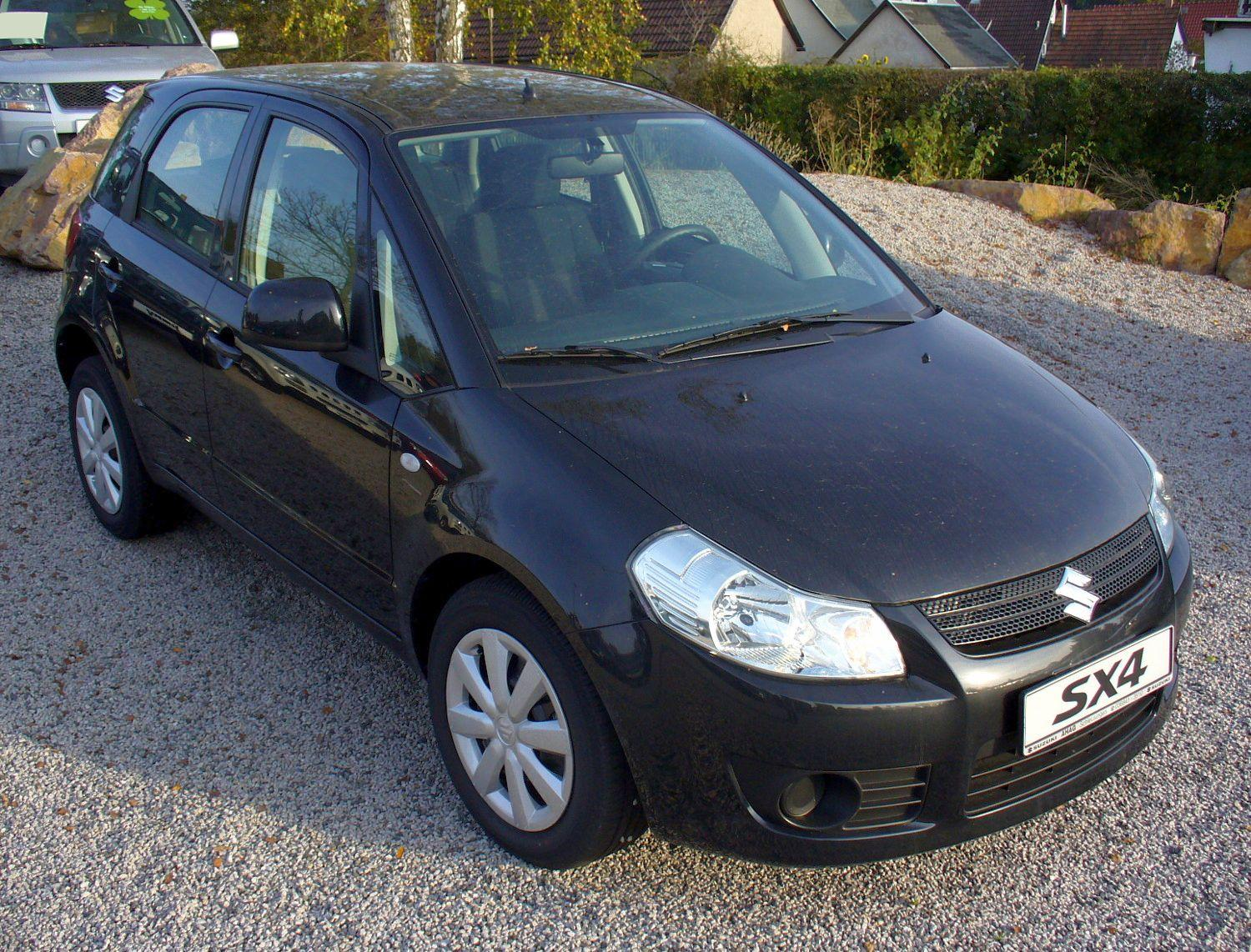
La SX4 in versione a trazione anteriore

La versione MPV non è altro la SX4 crossover, che, privandosi delle protezioni laterali e degli scudi paracolpi, adotta la meccanica a trazione anteriore (2WD) della versione berlina con le relative modifiche al pianale. Più bassa di 6,0 centimetri e più slanciata, la linea rispetto alla crossover risulta anche più semplice e meno elaborata mentre i prezzi di listino risultano inferiori. Le motorizzazioni disponibili sono il classico 1.6 VVT alimentato a benzina, affiancato da un più compatto 1.5 VVT, sempre a benzina, capace di erogare una potenza lievemente inferiore. Tra i Diesel è disponibile il 1.6 cm³ DDIS sviluppato dal Gruppo PSA in collaborazione con la Ford capace di 90 cavalli e di costi di gestione minori. La trasmissione disponibile può essere gestita solo dal cambio manuale a 5 rapporti.

### Restyling 2009

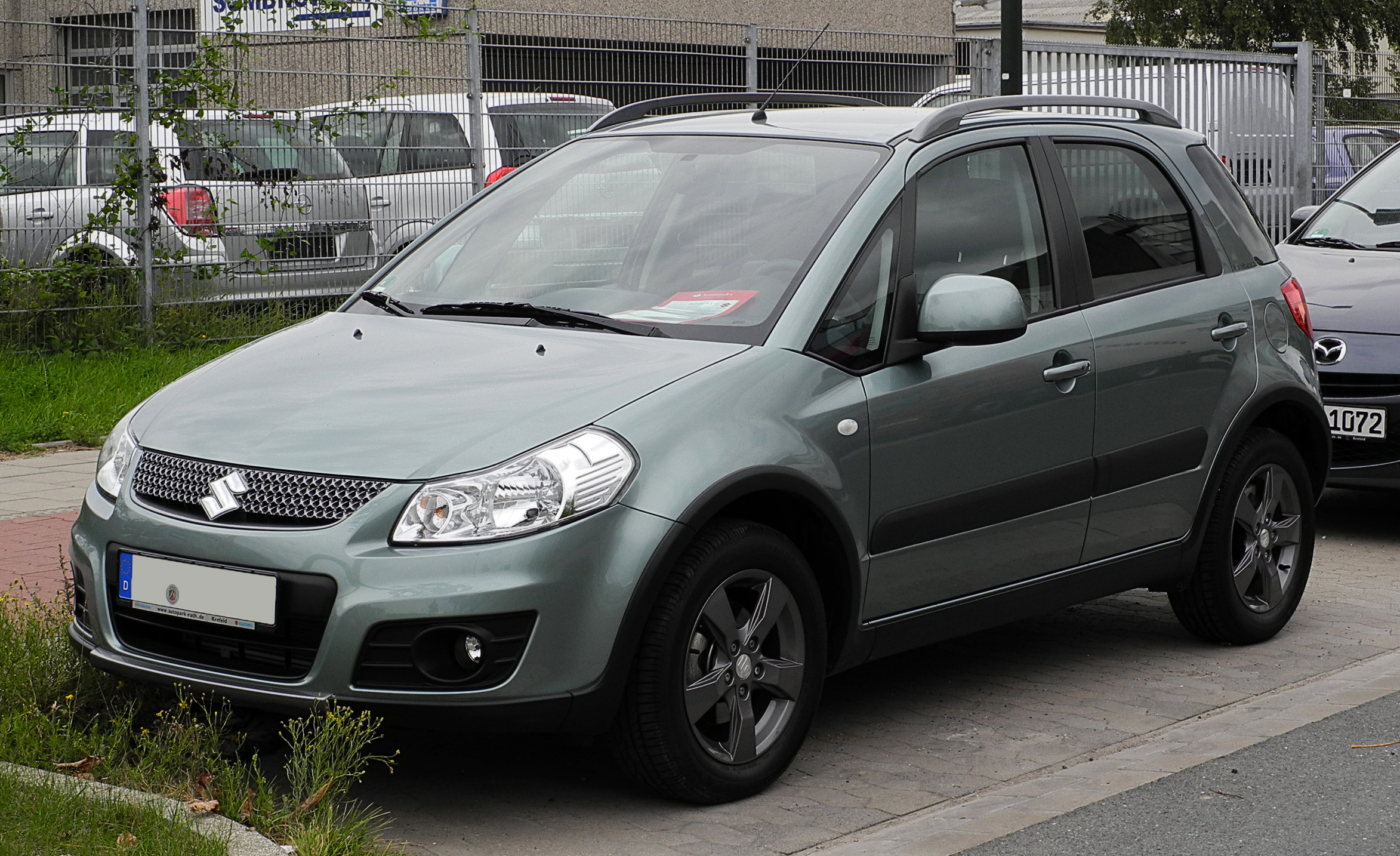
Restyling

Nell'estate 2009 la Suzuki ha presentato il restyling di mezz'età per le SX4; le peculiari novità si concentrano sull'estetica del frontale grazie all'adozione di un paraurti ridisegnato e caratterizzato dalla presenza di nuove nervature che formano un disegno nel frontale a forma di U, nuova mascherina con bordi arrotondati e fari dal disegno interno rivisto. Il posteriore invece presenta i paraurti dal nuovo disegno e nuovi proiettori a LED. Nuovi cerchi in lega da 17" e minigonne laterali rendono l'aspetto della SX4 più sportivo; la classica versione crossover invece presenta la grigia in plastica al posto delle appendici aerodinamiche e le modanature laterali non verniciate per evitare di graffiare la carrozzeria durante il fuoristrada.
Per le versioni di punta sono disponibili anche inserti cromati esterni e nuove colorazioni per la carrozzeria. La plancia presenta rifiniture di qualità più elevata e vi sono migliorie anche nei tessuti che rivestono i sedili. È stata presentata una nuova strumentazione a tre quadranti con inserti in plastica che imita l'alluminio ed è stato rivisto il disegno del mobile centrale che ospita i comandi del climatizzatore (disponibile anche a regolazione automatica) e dell'autoradio CD con ingresso MP3 e Aux.
Tra i motori la gamma si arricchisce del turbodiesel common rail 2.0 16V, sviluppato dalla Fiat insieme alla General Motors, capace di 135 cavalli e omologato Euro 5. Rivisti anche i piccoli 1.5 e 1.6 VVT intervenendo sulla testata: i consumi sono calati del 10% mentre la potenza è salita dal 15 al 20%. I costi di esercizio migliorano per tutta la gamma compreso il 2.0 benzina che non viene importato in Europa e il piccolo 1.6 Diesel di origine PSA-Ford. Tra le trasmissioni debutta un nuovo cambio automatico a variazione continua di rapporto.

### Motorizzazioni
La gamma iniziale prevedeva l'utilizzo di tre motorizzazioni benzina e un Diesel prodotto dalla Fiat: i quattro cilindri benzina erano disponibili nelle configurazioni da 1,5, 1,6 e 2,0 litri rispettivamente con 99, 107 e 143 cavalli tutti con variatore di fase (Suzuki VVT System) e con distribuzione a 4 valvole per cilindro. Il 1.5 era disponibile con il cambio manuale a 5 rapporti e la trazione anteriore, affiancato dal 1.6 disponibile con cambio manuale a 5 rapporti o automatico sequenziale a 4 e la trazione anteriore oppure con lo schema 4WD integrale e cambio manuale. Il grande motore 2.0 invece non è stato importato in Europa ma è stato venduto negli Stati Uniti, Asia e Australia, abbinato alla trazione integrale o anteriore e al cambio automatico a 4 rapporti (il manuale a 5 marce era proposto come accessorio essendo meno richiesto rispetto all'automatico).
In seguito al restyling del 2009 la potenza dei motori è stata incrementata rispettivamente a 112 cavalli per il 1.5 e a 120 cavalli per il 1.6 grazie all'impianto di aspirazione e alla testata riprogettata. Di conseguenza anche le emissioni sono state ridotte fino a 139 grammi di anidride carbonica emessa al km nel ciclo medio. Il motore 2.0 invece attesta anch'esso una cospicua riduzione dei consumi e delle emissioni, mantenendo stabile la potenza massima di 143 cavalli. Tra le novità più rilevanti risulta l'adozione per il mercato asiatico di un nuovo cambio CVT per il motore 1.5 VVT (garantendo un consumo medio pari a 16,4 km/l) mentre per gli esemplari prodotti in Europa diviene disponibile un nuovo cambio automatico sequenziale con 5 rapporti invece di 4 abbinato al motore 1.6 2WD. Tutti i motori a benzina sono omologati Euro 5 dal settembre 2009.
Per i propulsori Diesel invece il 1.9 Multijet (ribattezzato DDiS), omologato Euro 4, dispone di 120 cavalli e di una coppia motrice pari a 280 N m registrando emissioni tra i 166 e i 173 g/km di anidride carbonica con consumi intorno ai 15 km/l di media. Il filtro antiparticolato è proposto di serie sia per la versione a trazione anteriore (non importata in Italia) sia per l'integrale.
Accanto al 1.9 è disponibile dal 2007 il più piccolo 1.6 Diesel PSA-Ford DV6ATED4 con distribuzione a 4 valvole per cilindro (per un totale di 16 valvole) e potenza massima di 90 cavalli con una coppia massima di 215 N·m; la trazione è solo anteriore mentre il cambio è un manuale a 5 rapporti. Dal 2009 il motore è stato aggiornato sotto il profilo delle emissioni inquinanti ma l'omologazione è restata Euro 4 a causa della mancanza del filtro DPF (non disponibile nemmeno come optional su questo propulsore).
Il motore 2.0 DDiS 16V è stato introdotto nel 2009 per sostituire l'ormai anziano 1.9 con sole 8 valvole; si tratta di un propulsore sviluppato dalla General Motors insieme al gruppo Fiat nei primi anni 2000 e derivato proprio dal 1.9 Multijet per mezzo di un incremento del volume dei cilindri. Capace di 135 CV è omologato Euro 5 ed è disponibile solo con cambio manuale a 6 rapporti e filtro antiparticolato di serie. Eroga una coppia massima di 320 N·m. La trazione è integrale.

### Riepilogo versioni
| Modello                  | Disponibilità                        | Motore                       | Cilindrata cm³ | Potenza max    | Coppia massima N·m/rpm | Emissioni CO2 (g/km) | 0–100 km/h (secondi) | Velocità max (km/h) | Consumo medio (km/l) |
| 1.5 VVT 16V 2WD 99       | dall'esordio al 2009 (non importato) | 4 cilindri in linea, Benzina | 1490           | 73 kW (99 CV)  | 133/4100               | 163                  | 11                   | 175                 | 14,7                 |
| 1.5 VVT 16V 2WD 112      | dal 2009                             | 4 cilindri in linea, Benzina | 1490           | 82 kW (112 CV) | 145/4400               | 139                  | 11                   | 180                 | 16,4                 |
| 1.6 VVT 16V 2WD 107      | dall'esordio al 2009                 | 4 cilindri in linea, Benzina | 1586           | 79 kW (107 CV) | 145/4400               | 165                  | 10,7                 | 180                 | 14,7                 |
| 1.6 VVT 16V 2WD 107 auto | dal 2007 al 2009                     | 4 cilindri in linea, Benzina | 1586           | 79 kW (107 CV) | 145/4400               | 175                  | 12                   | 170                 | 13,5                 |
| 1.6 VVT 16V 4WD 107      | dall'esordio al 2009                 | 4 cilindri in linea, Benzina | 1586           | 79 kW (107 CV) | 145/4400               | 173                  | 11,5                 | 170                 | 14                   |
| 1.6 VVT 16V 2WD 120      | dal 2009                             | 4 cilindri in linea, Benzina | 1586           | 88 kW (120 CV) | 156/4400               | 143                  | 11                   | 185                 | 16,1                 |
| 1.6 VVT 16V 2WD 120 auto | dal 2009                             | 4 cilindri in linea, Benzina | 1586           | 88 kW (120 CV) | 156/4400               | 165                  | 12                   | 175                 | 13,4                 |
| 1.6 VVT 16V 4WD 120      | dal 2009                             | 4 cilindri in linea, Benzina | 1586           | 88 kW (120 CV) | 156/4400               | 165                  | 12                   | 175                 | 15,4                 |
| 1.6 DDiS 16V 2WD         | dal 2007 al 2009                     | 4 cilindri in linea, Diesel  | 1560           | 66 kW (90 CV)  | 215/1750               | 139                  | 12,2                 | 175                 | 18,9                 |
| 1.6 DDiS 16V 2WD         | dal 2009                             | 4 cilindri in linea, Diesel  | 1560           | 66 kW (90 CV)  | 215/1750               | 129                  | 11,8                 | 175                 | 20                   |
| 1.9 DDiS 8V 2WD DPF      | dall'esordio al 2009 (non importato) | 4 cilindri in linea, Diesel  | 1910           | 88 kW (120 CV) | 280/1750               | 166                  | 10,5                 | 190                 | 15,9                 |
| 1.9 DDiS 8V 4WD DPF      | dall'esordio al 2009                 | 4 cilindri in linea, Diesel  | 1910           | 88 kW (120 CV) | 280/1750               | 174                  | 11,2                 | 180                 | 15,1                 |
| 2.0 DDiS 16V 4WD DPF     | dal 2009                             | 4 cilindri in linea, Diesel  | 1956           | 99 kW (135 CV) | 320/1550               | 143                  | 10,5                 | 190                 | 18,2                 |

## Prototipi e versioni speciali
La SX4 nel corso del suo ciclo vitale è stata proposta anche in numerosi versioni speciali che non hanno avuto un seguito produttivo.
La SX4 Makai viene presentata al Salone di Los Angeles nel 2007: si tratta della versione cabriolet della SX4 derivata dalla berlina e caratterizzata dall'assenza della capote sostituita da due roll-bar in alluminio su cui poggiano due tavole da surf, cerchi in lega da 19 pollici, carrozzeria verniciata in arancio con modanature laterali che incrementano l'aerodinamica dell'autovettura e interni realizzati con materiali impermeabili. Il motore disponibile era il classico 2.0 16V benzina da 143 cavalli.
La Giken Extreme è stata esposta nel corso del 2009 presso un evento svoltosi a Tokyo. Si tratta di una versione sportiva della SX4 derivata dalla MPV a trazione anteriore; l'assetto è stata rivisto con l'adozione di ammortizzatori irrigiditi che garantiscono una precisione di guida maggiore rispetto alle versioni normali, gli pneumatici maggiorati ospitano dei cerchi in lega bicolore (argento e nero), spoiler anteriore e posteriore, minigonne laterali, motore 2.0 benzina aspirato da 143 cavalli, minigonne laterali, aerodinamica migliorata e rifiniture interne specifiche.

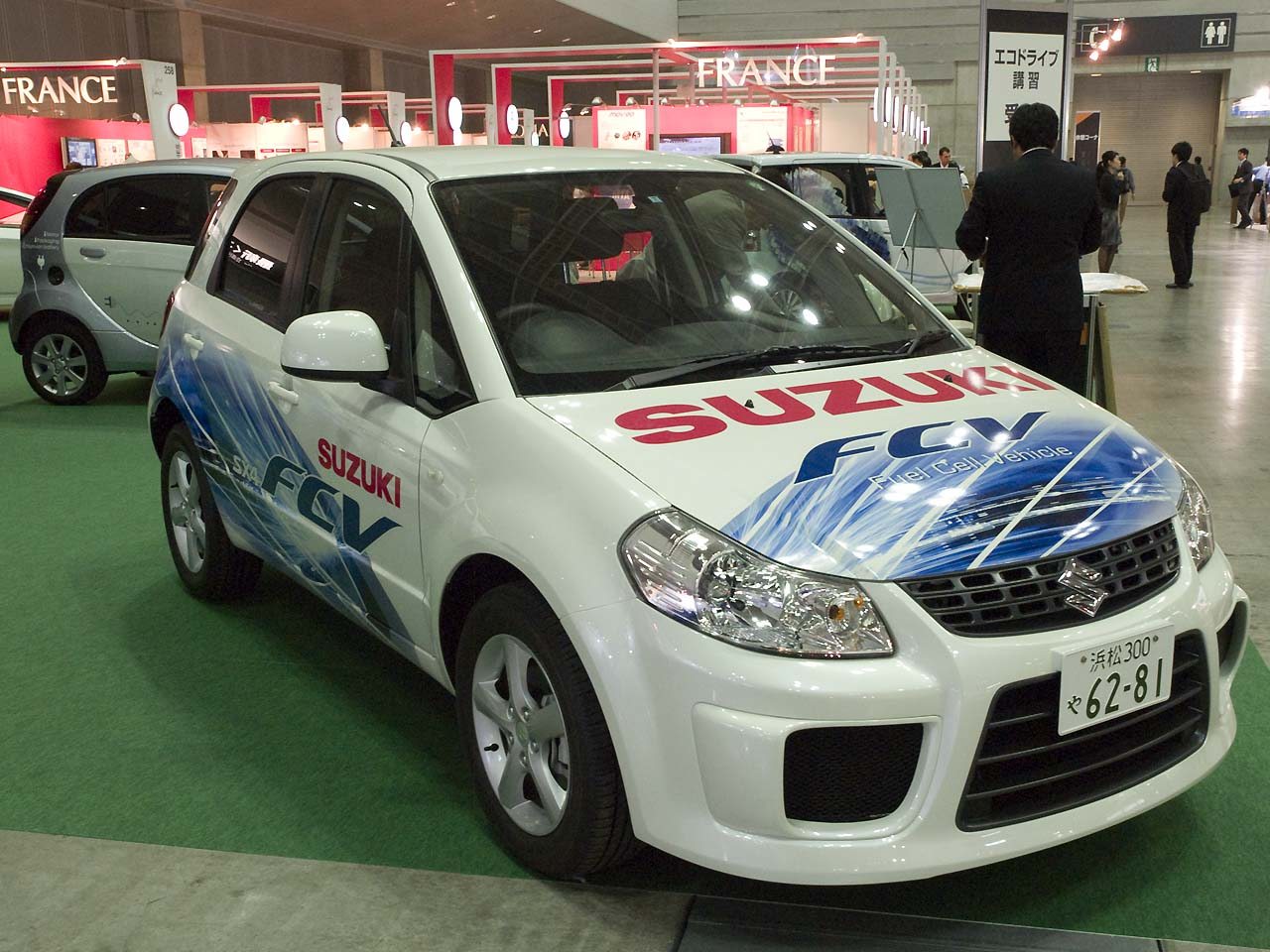
La Suzuki SX4 FCV Hydrogen esposta in Giappone

La SX4 FCV Hydrogen, versione alimentata a idrogeno viene presentata nel giugno del 2008; dispone di due motorizzazioni di cui un propulsore elettrico asincrono tri-fase capace di 68 kW abbinato a un motore a idrogeno e agli accumulatori agli ioni di litio in grado di fornire un'autonomia totale pari a 250 km e una potenza massima nel ciclo combinato (motore elettrico che lavora insieme al motore a idrogeno) di 108 kW (circa 147 cavalli). La SX4 FCV è stata prodotta in joint-venture con la General Motors (che già propose la Chevrolet Equinox Hydrogen). La FCV Hydrogen è stata realizzata partendo dalla versione a trazione anteriore, modificando l'estetica soprattutto nella zona frontale dove un nuovo paraurti dona all'autovettura un disegno molto più sportivo e originale.

## La SX4 nelle competizioni

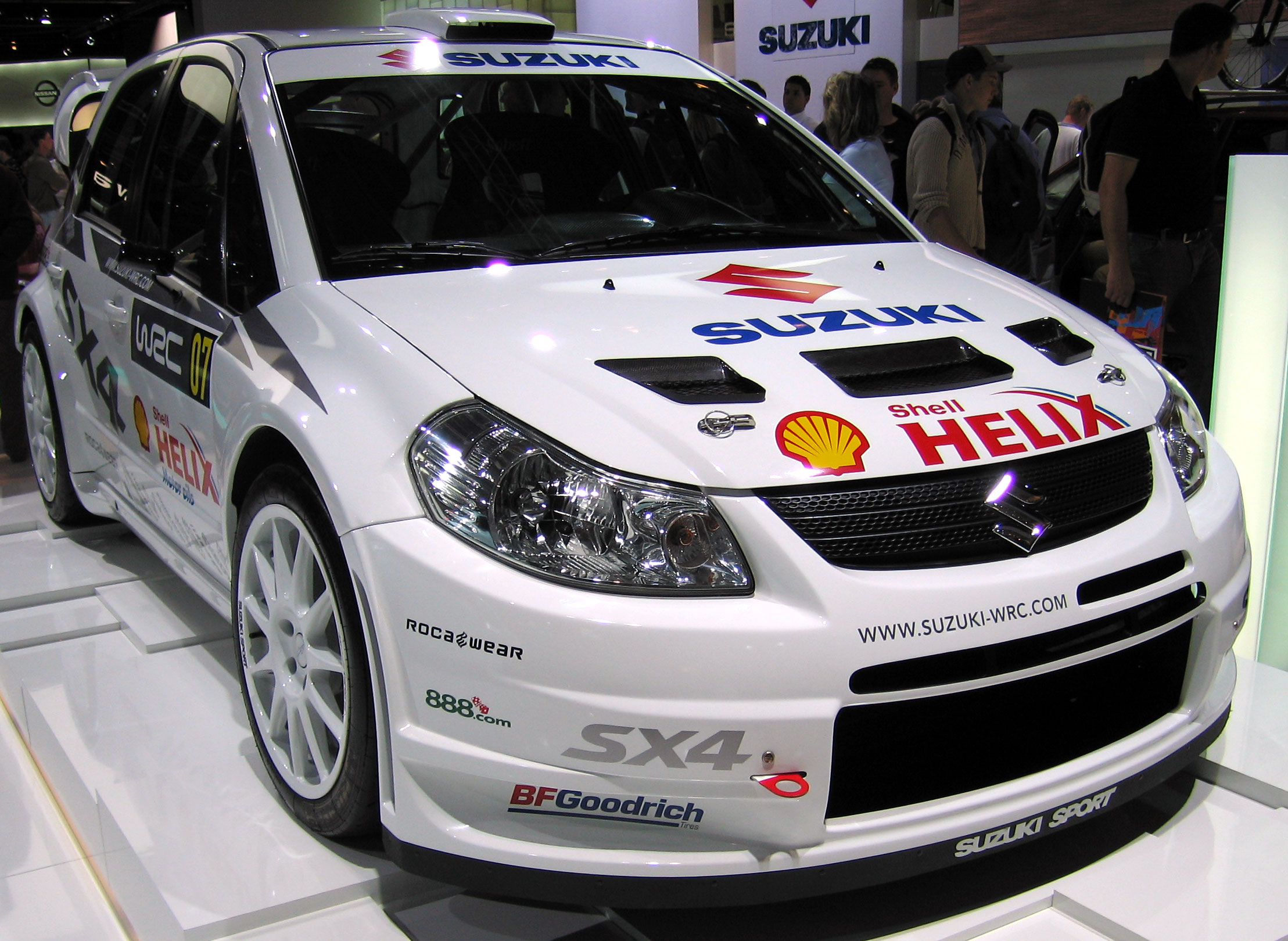
Suzuki SX4 WRC

Il 28 febbraio 2007 al Salone internazionale di Ginevra la Suzuki annuncia ufficialmente l'utilizzo della SX4 al campionato rally WRC per la stagione 2008. Il modello modificato è stato studiato e progettato dal Suzuki World Rally Team a partire dal 2007 quando i primi collaudi della vettura incominciarono nel febbraio dello stesso anno in Giappone. Dal marzo i collaudi vennero trasferiti in Europa per avviare le prime competizioni partecipando alla 51ª edizione del Tour de Corse in Corsica guidata da Nicolas Bernardi. In ottobre 2007 la SX4 si presenta alla partenza del rally di Francia posizionandosi solo 31ª; in seguito ai risultati non molto brillanti ottenuti anche nelle restanti tappe del mondiale la Suzuki abbandonerà il WRC rilasciando una dichiarazione ufficiale in tal senso il 15 dicembre 2008.
La SX4 WRC subisce numerose modifiche sia estetiche sia telaistiche: della SX4 originale rimane solo il nome. La carrozzeria è stata ampiamente modificata con l'adozione di appendici aerodinamiche per garantire una notevole stabilità, l'assetto è stato ribassato, i pannelli delle porte e il cofano sono stati realizzati in alluminio e carbonio, le sospensioni sono MacPherson sia per l'avantreno sia per il retrotreno e sotto il cofano è stato installato il motore 2.0 turbocompresso capace di erogare la potenza massima di 320 cavalli tra i 4 000 e i 4 500 giri al minuto per una coppia pari a 590 N·m disponibili a 3 500 giri/min. Il cambio è un classico robotizzato 5 rapporti adottato per il WRC. L'impianto frenante è a 4 dischi autoventilati mentre il peso dell'autovettura è di 1 230 kg.
Una macchina da corsa con una carena destinata ad assomigliare alla SX4 chiamata Suzuki SX4 Hill Climb Special con motore V6 Twin-turbo in grado di erogare 910 CV (679 kW 923 CV) è stata usata alla Pikes Peak 2011 International Hill Climb, guidata da Nobuhiro "Monster" Tajima con un tempo record di 9'51"278.